# Echinomuricea uliginosa
Echinomuricea uliginosa är en korallart som beskrevs av Thomson och Simpson 1909. Echinomuricea uliginosa ingår i släktet Echinomuricea och familjen Plexauridae. Inga underarter finns listade i Catalogue of Life.